# Грезля (Овруцький район, Товкачівська сільська рада)
Грезля (рос. Грезля) — колишній хутір у Товкачівській сільській раді Овруцького району Коростенської округи Української СРР.

## Населення
У 1923 році в поселенні налічувалося 109 мешканців, дворів — 37.

## Історія
Згадується у люстрації Київського воєводства 1754 року як поселення під Овручем, також називалося Гусарівщина; подимне вносили від 3-х халуп.
До 1923 року входив до складу Гладковицької волості Овруцького повіту Волинської губернії. У 1923 році включений до складу новоствореної Товкачівської сільської ради, яка 7 березня 1923 року увійшла до складу новоутвореного Овруцького району Коростенської округи. Розміщувався за 3,5 версти від районного центру м. Овруч та за 1 версту від центру сільської ради, с. Товкачі.
Знятий з обліку населених пунктів до 1 жовтня 1941 року.